# Seini
Seini (en alemany: Leuchtenburg; en hongarès: Szinérváralja) és una ciutat del comtat de Maramureș (Romania).
Administra dos pobles, Săbișa (Kissebespatak) i Viile Apei (Apahegy). Es va convertir oficialment en una ciutat el 1989, com a resultat del programa de sistematització rural romanès.
Segons estimació 2012 comptava amb una població de 10.364 habitants.